# 18550 Maoyisheng
18550 Maoyisheng (1997 AN14) là một tiểu hành tinh vành đai chính được phát hiện ngày 9 tháng 1 năm 1997 bởi Chương trình tiểu hành tinh Bắc Kinh Schmidt CCD ở Xinglong.